# دیه‌گو لئوناردو سیلوا سوارز پریرا
دیه گو لئوناردو سیلوا سوارز پریرا (به پرتغالی: Diego Leonardo Silva Soares Pereira) مهاجم اهل برزیل است که در شهر ترسینا و در تاریخ ۱۱ نوامبر ۱۹۸۵ به دنیا آمده‌است.
دیه گو لئوناردو سیلوا سوارز پریرا در تیم‌های فوتبال  Huracán Buceo سابقهٔ حضور دارد.